# Werner Scholem
Pour les articles homonymes, voir Scholem.
Werner Scholem, né en 1895 et décédé en 1940, est un militant du parti communiste d'Allemagne et député au Reichstag de 1924 à 1928. Il est mort au camp de concentration de Buchenwald.

## Biographie
Fils d'un imprimeur, Werner Scholem est le frère de Gershom Scholem, philosophe juif avec qui il était en total désaccord.

### Parti social-démocrate indépendant d'Allemagne
Après la Première Guerre mondiale, Scholem retourne chez sa fiancée Emmy Wiechelt à Hanovre. À partir de 1919, il gagne sa vie à Halle comme rédacteur en chef du Volksblatt, un journal local du Parti social-démocrate indépendant d'Allemagne (USPD).
Avec la scission de l'USPD en 1920, il rejoint le Parti communiste d'Allemagne (KPD), se situant, à partir de 1921, à l'aile gauche du parti. La même année, il est député au Parlement prussien et devient rédacteur en chef de Die Rote Fahne. Son immunité parlementaire devait protéger le journal des poursuites. Mais Scholem, comme plus d'un rédacteur de journaux sociaux-démocrates dans l'empire impérial, doit passer trois mois en prison après l'Action de Mars de 1921, à l'issue d'un procès pour haute trahison. Il tente brièvement de s'enfuir à l'étranger, fait l'objet d'un avis de recherche, est arrêté en septembre 1922 et n'est libéré que sous caution en décembre.

### Parti communiste d'Allemagne
Au cours des années suivantes, Scholem est responsable à l'organisation au sein du KPD à Berlin. En 1924, il devient membre du bureau politique du parti. Dans les années 1924 à 1928, il est député au Reichstag. Il est proche du  groupe Fischer-Maslow, lié au président de l'Internationale communiste, Zinoviev et qui forme la nouvelle direction du parti « ultra gauche » du KPD après l'éviction de l'aile « droite » autour de Heinrich Brandler en 1923.
Scholem rejoint le groupe des communistes de gauche au Reichstag et fait partie des fondateurs du Leninbund en avril 1928, devenu une importante organisation communiste d'opposition en Allemagne. Cependant, il le quitte la même année et reste sans parti, mais continue à sympathiser avec les positions trotskistes et l'Opposition de gauche du KPD (LO). Il rejette le stalinisme. Il écrit fréquemment des articles pour le journal de LO Permanente Revolution, sans que son nom apparaisse clairement.
En tant que juif et communiste, Werner Scholem est arrêté et mis en détention de sûreté le 28 février, après l'accession au pouvoir des nazis. À partir de juin 1933, il est détenu à la prison de Moabit. Le 9 mars 1935, il est acquitté par le Volksgerichtshof pour défaut de preuve quant à l'accusation de haute trahison. L'objet de la procédure était une conversation entre Scholem et un soldat de l'armée au printemps de 1932. Scholem fut accusé de la « démoralisation des troupes ». Après son acquittement, il est mis à nouveau en détention de sûreté, puis envoyé à partir de février 1937 dans le camp de concentration Dachau et, à partir de septembre 1938, dans celui de Buchenwald. À Buchenwald, il est abattu le 17 juillet 1940, lors d'une prétendue « tentative de fuite ».
Dans une lettre à Walter Benjamin, Gershom Scholem raconte les efforts de sa famille pour obtenir la libération de Werner Scholem. L'échec serait dû au fait que Scholem figurait sur une liste de prisonniers qui ne pouvaient être libérés qu'avec la permission de Joseph Goebbels : « Göbbels a besoin de quelques Juifs là-bas pour montrer qu'il a écrasé le bolchevisme, et pour ce faire, mon frère et d'autres ont apparemment été choisis. ». Un buste de Werner Scholem, probablement réalisé à Dachau, a été montré en 1937 dans l'exposition de propagande « Le Juif éternel » à Munich. En tant que communiste exclu du parti et Juif non religieux, Scholem est resté isolé dans les camps de concentration, selon sa fille, bien qu'il ait agi en faveur de nombreux codétenus.

## Film documentaire
- Niels Bolbrinker: Between Utopia and Counter Revolution (Allemande: "Zwischen Utopie und Gegenrevolution")